# کائوری اوگوری
کائوری اوگوری (انگلیسی: Kaori Oguri؛ زادهٔ ۱۴ سپتامبر ۱۹۷۰) بازیگر، و مدل (شخص) اهل ژاپن است.